# Латтик, Яан
Я́ан Ла́ттик (эст. Jaan Lattik; 22 октября 1878, мыза Макисте, Карула, Эстляндская губерния, Российская империя (ныне уезд Валгамаа, Эстония) — 27 июня 1967, Стокгольм, Швеция) — эстонский политический и государственный деятель, дипломат, министр иностранных дел Эстонии (1928—1931), министр образования Эстонии (1925—1927), писатель
, публицист, лютеранский богослов.

## Биография
Сын фермера. Окончил Гимназию Хуго Треффнера в Дерпте. С 1902 по 1908 год изучал теологию в Юрьевском университете. В 1908—1909 годах стажировался в эстонской общине Санкт-Петербурга. С 1909 года служил пастором Вильянди. С 1909 по 1912 год директор женской школы.
После возникновения независимой Эстонской Республики занялся политикой. Член Учредительного собрания Эстонии. Избирался депутатом парламента Эстонии (1919—1937). Был в числе основателей Христианской народной партии Эстонии, член и многолетний председатель ХНР.
В 1921 году Латтик был членом делегации Эстонии в Лиге Наций.
С 17 декабря 1925 по 10 декабря 1927 года Я. Латтик был министром образования, а с декабря 1928 по февраль 1931 года занимал пост министра иностранных дел Эстонской Республики.
С 1939 года до присоединения Эстонии к СССР в 1940 году был послом Эстонии в Литве. В 1940 году вернулся на родину и вскоре присоединился к движению сопротивления советской власти в Эстонии. В 1944 году ему удалось бежать в Швецию, где в изгнании он служил пастором, занимался литературным творчеством.
Был похоронен на Лесном кладбище Стокгольма. В конце 2008 года согласно воле его родных прах супругов Латтик был перезахоронен на Старом кладбище в Вильянди.

## Творчество
Дебютировал в 1907 году. Автор детских рассказов, написанных на диалекте южной Эстонии.

## Избранные произведения
- «Meie noored» , Tartu 1907; 1913; 1918; 1921
- «Minu kodust», Tallinn 1921
- «Surnu pruut ja katkised käed» , Tartu 1924
- «Mets» , Tallinn 1928
- «Surnu pruut», Tartu 1928
- «Koolipoisid» , Tallinn 1928;
- "Räägi mulle üks jutt. Jutustused noortele ja vanadele ", Stockholm 1946
- "Mõrsjapärg. Jutustusi ja mälestusi ", Göteborg 1951
- «Meie noored» , Stockholm 1952;
- "Talupoja laul. Jutustusi ja mälestusi ", Toronto 1953
- «Kui meil veel püksa ei olnud», Tartu 1998
- «Meie vanad. Mu kodumaa vaene … 1942—1961»

## Награды
- Кавалер Латвийского Ордена Трёх Звезд I степени